# Capitaneria
Una capitaneria era un tipo di divisione amministrativa storica dell'impero spagnolo e dell'impero portoghese. Ogni capitaneria era governata dal capitano generale.

## Spagna
Le capitanerie (capitanías in spagnolo) erano divisioni amministrative e militari nelle Americhe e nelle Filippine, stabilite in zone a rischio di attacchi di altre potenze oppure di indigeni. Potevano essere costituite da una sola provincia o diversi gruppi. Durante la Reconquista, il termine "capitano generale" e simili venivano usati per l'ufficiale a carico delle truppe in un distretto. Il titolo venne usato anche durante la colonizzazione in America dove veniva dato assieme all'"adelantado" con il governo ereditario. In seguito la corona spagnola eliminò ogni tipo di governo ereditario nelle sue possessioni americane.
Con l'elezione dei governatori in carica per pochi anni, le capitanerie vennero stabilite in zone dove il regno spagnolo riteneva fossero necessarie. Le nuove capitanerie erano governate da un capitano generale, che aveva due distinti titoli: uno militare che gli dava il comando delle forze regionali, e uno civile che gli conferiva il posto di presidenza della audiencia quando era presente nella capitale provinciale. I poteri specifici di un governatore cambiavano in base al luogo e al periodo, e venivano regolati dai decreti della capitaneria. Le capitanerie vennero sostituite dai vicereami e vennero incorporate in questi ultimi nella metà del 1600.
Alcune capitanerie, come quelle del Guatemala, Cile e Venezuela vennero separate dai vicereami rispettivi per essere amministrate al meglio. Anche se erano soggetti alla giurisdizione dei viceré i capitani erano praticamente indipendenti in quanto avevano funzioni militari speciali e potevano gestire i propri affari direttamente con il Re spagnolo e con il consiglio delle Indie a Madrid. L'istituzione venne in seguito ricreata con le Riforme borboniche. Le capitanerie generali vennero introdotte per la prima volta in Spagna nel 1713 durante la guerra di successione spagnola. Dopo la perdita della guerra dei sette anni i re Borboni crearono le capitanerie in molte regioni americane, che prima non avevano. Assieme ai nuovi capitani generali i Borboni introdussero l'intendente per gestire le spese militari e civili.

### Capitanerie spagnole
- Porto Rico (1580).
- Nuova Spagna (1524), diventata poi vicereame nel 1535.
- Perù (1528), diventata poi vicereame nel 1542.
- Santo Domingo (1540)
- Cile (1541), a causa della Guerra di Arauco. Nel 1789 venne divisa dal vicereame del Perù.
- Guatemala (1560), diventata capitaneria nel 1609.
- Yucatán (1564), che comprendeva anche Campeche e Quintana Roo. Nel 1786 venne fondata una Intendencia.
- Filippine (1565)
- Nuovo Regno di Granada (1563), diventato vicereame nel 1717.
- Capitaneria Generale di Cuba (1764), che includeva la Louisiana acquistata dalla Francia nel 1763 e la Florida dopo il 1784. Cuba venne separata da Nuova Spagna dopo l'indipendenza del Messico.
- Capitaneria Generale del Venezuela (1777), divisa dal vicereame della Nuova Granada.
- Comando generale delle Provincie Interne (1776), analoga a una capitaneria ma dipendente economicamente dalla Nuova Spagna.

## Portogallo
Le capitanerie (capitanias in portoghese) erano divisioni amministrative e terreni ereditari dello stato portoghese in alcune delle sue colonie.
Prima della scoperta delle terre in America del sud il Portogallo aveva delle colonie e possessioni nell'oceano atlantico con le isole di Madera e le Azzorre, e alcune basi di commercio sulla costa occidentale dell'Africa.
Le capitanerie più importanti erano nella terra de Santa Cruz in Sudamerica (la parte orientale del Brasile moderno). Ogni capitaneria era comandata da un singolo capitano generale, detto capitão-mor o capitão-donatário, che era un nobile portoghese. Le capitanerie erano suddivise in strisce di terreno parallele all'equatore di area variabile dalla costa alla linea di Tordesillas, stabilite dal Re Giovanni III del Portogallo nel 1534 ed assegnate mediante lettera di donazione.

### Capitanerie portoghesi
Inizialmente le capitanerie erano quindici in totale, governate da dodici capitani.
- Maranhão, governata da Fernão Aires e João de Barros
- Ceará, governata da Antônio Cardoso de Barros
- Rio Grande, governata da João de Barros / Aires da Cunha
- Itamaracá, governata da Pero Lopes de Sousa
- Pernambuco, governata da Duarte Coelho Pereira
- Bahia, governata da Francisco Pereira Coutinho
- Ilhéus, governata da Jorge de Figueiredo Correia
- Porto Seguro, governata da Pero Campos de Tourinho
- Espírito Santo, governata da Vasco Fernandes Coutinho
- São Tomé, governata da Pero de Góis da Silveira
- São Vicente, prima sezione (da Parati a Cabo Frio), governata da Martim Afonso de Sousa
- Santo Amaro (da Bertioga a Parati), governata da Pero Lopes de Sousa
- São Vicente, seconda sezione (da Cananéia a Bertioga), governata da Martim Afonso de Sousa
- Santana (da Cananéia a Laguna), governata da Pero Lopes de Sousa

Solo due capitanerie ebbero successo. La capitaneria del Pernambuco ebbe successo grazie alle piantagioni di canna da zucchero, e formò la base del vicereame di Gran Pará. La capitaneria di São Vicente ebbe successo grazie alle esplorazioni dei Bandeirantes che entrarono all'interno della regione in cerca di indios e metalli preziosi.